# Subprefettura di Sé
La Subprefettura di Sé è una subprefettura (subprefeitura) della zona centrale della città di San Paolo in Brasile, situata nella zona amministrativa Centrale.

## Distretti
- Bela Vista
- Bom Retiro
- Cambuci
- Consolação
- Liberdade
- República
- Sé
- Santa Cecília